# Obere Papiermühle (Treuchtlingen)

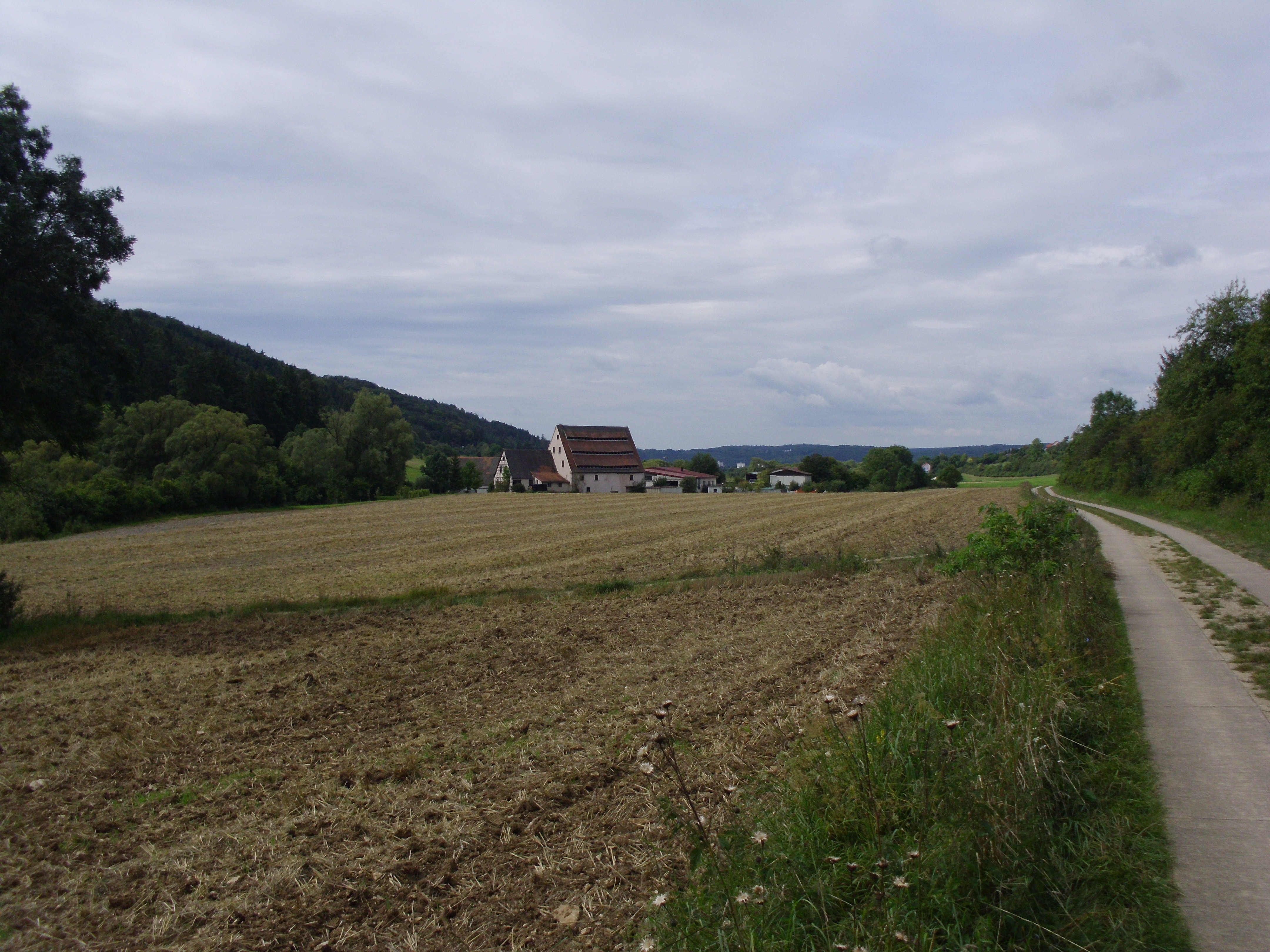
Obere Papiermühle, eingebettet im Schambachtal

Obere Papiermühle ist ein Gemeindeteil der Stadt Treuchtlingen im Landkreis Weißenburg-Gunzenhausen (Mittelfranken, Bayern). Obere Papiermühle liegt in der Gemarkung Schambach.

## Lage
Die Einöde liegt oberhalb der Unteren Papiermühle an der Schambach östlich von Treuchtlingen und westlich der Flemmühle. An der Mühle führt südlich die Staatsstraße 2216 vorbei, von der ein Zufahrtsweg zum Anwesen führt.

## Ortsnamendeutung
Der Ortsname sagt aus, dass hier Lumpen zur Papierherstellung verarbeitet (gemahlen) wurden. Im Gegensatz zur Unteren Papiermühle erhielt die Mühle den Zusatz „Obere“, da sie an der Schambach weiter oben (dem Ursprung zu) steht.

## Geschichte
Die beiden Papiermühlen des Ortes Schambach, die Obere und die Untere Papiermühle, galten im 18. Jahrhundert als „gut“. Das Alter der oberen Mühle ist ungewiss; sie könnte unter anderem Namen bereits im 13./14. Jahrhundert bestanden haben. 1666 taucht in den Pfarrmatrikeln von Dietfurt an der Altmühl – zu dieser evangelischen Pfarrei gehörte Schambach mit seinen Mühlen –  ein „Obermüller“ auf. Die Mühle gehörte der Herrschaft Pappenheim; als pappenheimerischer Untertan auf der Mühle ist 1680 ein Hans Christoff Preu bezeugt. Da eine Papiermühle jährlich im Schnitt 500 Zentner Lumpen zum Verarbeiten benötigte, waren diese Mühlen auf entsprechenden Nachschub von Lumpenhändlern angewiesen. Insbesondere der grenzüberschreitende Lumpenhandel wurde immer wieder beklagt und der Lumpenexport durch Verordnungen eingeschränkt. Beispielsweise beklagte man sich im Bereich des Landgerichts Monheim über Lumpenlieferungen an die Papiermühle an der Schambach. Lumpenhändler der Papiermühlen an der Schambach um das 17. und 18. Jahrhundert war der bis 1707 in Möhren ansässige Jude Schimmel.
Zwischen 1749 und 1786 besaß der aus Frankreich vertriebene Hugenotte Jacob Christoph Quinat die Untere Papiermühle, wo er ein stattliches Mühlen- und Manufakturgebäude neu errichtete; er kam 1770 auch in den Besitz der „Obermühle“, die er ebenfalls zur Papierherstellung nutzte. Sein Papier stattete er mit dem Wasserzeichen „IC Q“, seinen Initialen, aus.
Seit 1806 im neuen Königreich Bayern, wurde die Mühle dem Steuerdistrikt Dietfurt im Untergericht Pappenheim des Rentamtes Greding, ab 1815 des Rentamtes (später Bezirksamt, dann Landkreis) Weißenburg zugeordnet; die pappenheimerische Patrimonialgerichtsbarkeit wurde 1848 aufgehoben. Mit dem Gemeindeedikt von 1818 wurde der Steuerdistrikt zur Ruralgemeinde Schambach umgestaltet, die im Zuge der Gebietsreform in Bayern zum 1. Juli 1971 nach Treuchtlingen eingemeindet wurde.
1811 wechselte die Quinatische Mühle wegen Konkurses den Besitzer; für die Versteigerung wurde bekannt gegeben, dass die Mühle „wegen ihres reinen Quellenwassers und in jeder andern Beziehung sehr zu empfehlen sei.“ Um 1820 gab der Nachbesitzer die Papierherstellung auf der Mühle auf. Mitte 1826 wurde das Mühlenanwesen als Besitz des „Papierfabrikanten Georg Paul Wilke“ versteigert; es bestand aus „einem großen Fabrik- und Wohnhause, Scheune, Stallung und Hofraith,“ zwei Gärten, mehrere Morgen Acker und Wiesen und 1 Morgen Holz. 1900 endete auch der Mahlbetrieb der Nachbesitzer, während die Säge bis 1960 arbeitete. Heute ist die ehemalige Mühle Sitz eines 1948 gegründeten Transportunternehmens.
Das ehemalige Mühlhaus, ein zweigeschossiger Satteldachbau mit einem Anbau gleicher Bauart mit geringerer Firsthöhe, ist mit 1833 bezeichnet. Ein Nebengebäude, ein erdgeschossiger Satteldachbau, ist mit 1788 bezeichnet. Die Gebäude gelten als Denkmal.

### Einwohnerzahlen
- 1818: 14 Einwohner[19]
- 1824: 12 Einwohner, 1 Anwesen[19]
- 1846: 11 Einwohner, 1 Familie, 1 Haus[20]
- 1950: 16 Einwohner, 2 Gebäude[19]
- 1961: 11 Einwohner, 2 Wohngebäude[21]
- 1987: 02 Einwohner, 1 Wohngebäude[1]